# Can Virgili
Can Virgili és una obra de Vespella de Gaià (Tarragonès) inclosa a l'Inventari del Patrimoni Arquitectònic de Catalunya.

## Descripció
Can Virgili és una masia quadrada que ha sofert moltes ampliacions i reformes. La construcció és de maçoneria, amb reforços de carreus a les cantonades. Té arcs i finestres de pedra. La casa és de planta baixa i dos pisos i damunt de tot hi ha el graner, com a quasi totes les cases del Tarragonès.